# Fernando Lugo
Fernando Armindo Lugo Méndez (San Pedro del Paraná, Paraguai, 30 de maig de 1951) és un polític i bisbe catòlic reduït a l'estat laical, actual president de la República del Paraguai, càrrec que va assumir el 15 d'agost de 2008 després de les eleccions del 20 d'abril d'aquest mateix any. Aquesta victòria va acabar amb el continuisme de més de 60 anys del conservador Partit Colorado.
Va néixer el 30 de maig de 1951 al petit poble de Sant Solano, districte de Sant Pere del Paraná, Departament d'Itapúa, 300 km al sud d'Assumpció, i va culminar els seus estudis bàsics en Encarnació, capital d'aquest departament. Lugo va realitzar els seus estudis religiosos a la Universitat Catòlica "La nostra Senyora de l'Assumpció" on va rebre el títol de Llicenciat en Ciències Religioses i, anys més tard, el títol de Magister en Sociologia de la Pontifícia Universitat Gregoriana a Roma, Itàlia.

## Biografia
Membre d'una família humil, va néixer al poble de Sant Solano, però després va residir a la ciutat d'Encarnación, la tercera ciutat en importància del país. Fill de Guillermo Lugo i Maximina Méndez Fleitas.
La família de Lugo no era particularment religiosa i mai va veure el seu pare posar els peus en una església. No obstant això, les influències en la seva educació eren clarament polítiques. El seu oncle matern Epifanio Méndez Fleitas era un dissident polític del Partit Colorado, va ser perseguit i exiliat pel règim del general Alfredo Stroessner. El pare de Lugo va ser empresonat vint vegades i alguns dels seus germans grans van ser enviats a l'exili. Lugo va rebre la seva educació en una escola religiosa a la ciutat d'Encarnació, on va acabar els seus estudis bàsics.
A l'edat de 17 o 18 anys, en contra dels desitjos del seu pare d'esdevenir advocat, Lugo va entrar en una escola normal i va començar a ensenyar en una comunitat rural on va descobrir la seva vocació: el sacerdoci. És així com va decidir ingressar en un seminari de la Societat del Verb Diví als 19 anys. El 1977 Lugo culminà els seus estudis universitaris a la Universitat Catòlica "La nostra Senyora de l'Assumpció", on va obtenir el títol de Llicenciat en Ciències Religioses. Va ser ordenat sacerdot aquest mateix any i enviat a l'Equador, on va treballar com a missioner durant cinc anys a la província andina de Bolívar. Per aquesta època va ser professor i rector en les localitats de Guaranda i Echeandía, lloc on experimentar de prop els problemes socials i va començar a interessar-se per la Teologia de l'Alliberament.
Més tard, va tornar al Paraguai el 1982, i un any després la policia del règim el va expulsar del país. L'Església el va enviar a Roma per seguir els estudis acadèmics, i és aquí on es forma com a Sociòleg amb especialització en la Doctrina Social de l'Església en la prestigiosa Universitat Gregoriana. Després va tornar a Paraguai el 1987, dos anys abans de la caiguda final de la dictadura de Stroessner. Va ser ordenat bisbe el 17 d'abril de 1994 i assignat a la diòcesi de Sant Pere, una de les regions més pobres del país, on es va destacar per la seva suport als camperols sense terra en uns moments de forta conflictivitat rural.
Ell mateix, en aquella època, es considerava un representant de l'església progressista paraguaiana, va ser també el responsable de les Comunitats Eclesials de Base del Paraguai. L'11 de gener del 2005 el Papa Joan Pau II accepta la seva renúncia i passa a ser bisbe emèrit de la Diòcesi de Sant Pere. L'any 2006 demana al Vaticà permís per allunyar-se de la seva condició religiosa per dedicar-se a la política.
El 30 de juny de 2008, Fernando Lugo va rebre una dispensa del Papa Benet XVI per exercir la presidència del Paraguai des del 15 d'agost, va informar oficialment el representant de la Santa Seu, Monsenyor Orlando Antonini. La dispensa li concedeix al bisbe el seu retorn a l'estat laical, que li dona dret a rebre els sagraments com a catòlic, però amb pèrdua del seu estat clerical (no pot administrar els sagraments com els religiosos).
Antonini va aclarir que si Lugo torna a demanar la seva incorporació a l'Església catòlica com a bisbe quan finalitzi el seu govern de 5 anys, el cas ha de tornar a ser analitzat per la Santa Seu.

## Trajectòria política
Lugo va començar donant suport a les reivindicacions dels camperols, que sol·licitaven una millor distribució de la terra i l'atenció urgent de les necessitats bàsiques a les zones rurals.
El març de 2006 va impulsar la manifestació anomenada Resistencia Ciudadana, que agrupava els principals partits polítics de l'oposició, les cinc centrals sindicals i més de cent associacions civils. Aquesta manifestació va ser una marxa de protesta contra l'intent de violació de la Constitució Nacional per part del qui, aleshores, era president Nicanor Duarte Frutos, que volia ser candidat a la titularitat de la Junta de Govern del Partido Colorado.

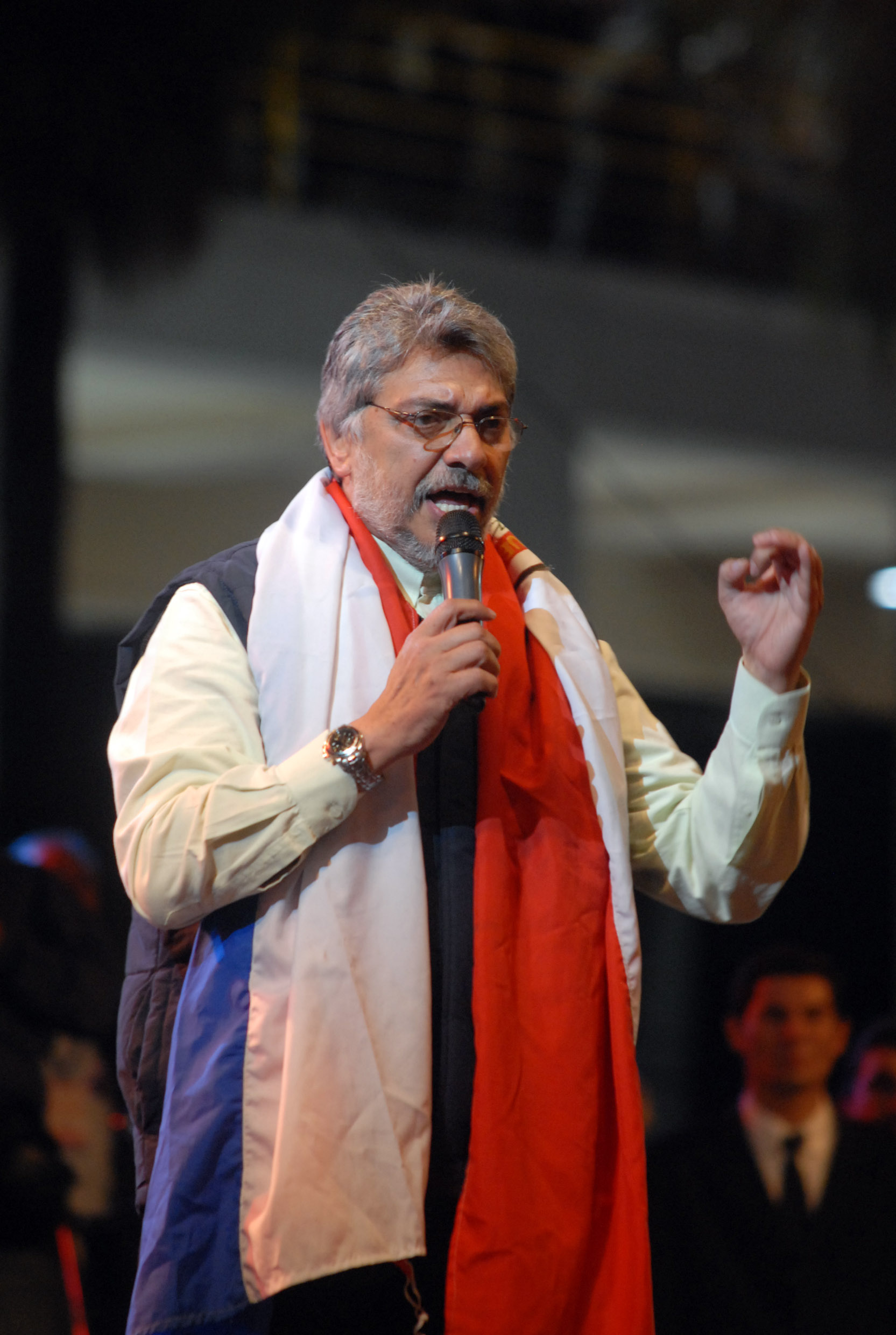
Lugo al final de la campanya, el 18 d'abril de 2008.

Durant aquell mateix any, les enquestes d'opinió publicades pel diari ABC Color el situaven com la millor opció possible per a una eventual candidatura presidencial de l'oposició, compartint escenari amb la candidata oficialista Blanca Ovelar i el general nacionalista Lino Oviedo. Conegut com «el bisbe dels pobres», Lugo va passar a ser en els mesos següents el rival amb més possibilitats per acabar amb el domini del Partido Colorado en la política paraguaia. Lugo ha prioritzat els assumptes nacionals per davant de la política internacional, i s'ha distanciat dels líders populistes d'Amèrica Llatina, amb l'excepció d'Hugo Chávez, de qui ha dit que fa una feina interessant a Veneçuela.
Al llarg de les campanyes electorals, Lugo havia declarat que els seus principals objectius serien: la reforma agrària, la millora de la justícia, la salut universal gratuïa i la recuperació de la sobirania energètica. Lugo exigia el pagament just de les tarifes per l'energia excedent de la hidroelèctrica Itaipú, que es ven al Brasil, i va prometre renegociar el preu a l'alça fins a ajustar-lo a preus reals. Aquest objectiu es va aconseguir el 6 d'abril de 2011 després de les votacions al congrés brasiler.
El 29 d'octubre de 2007, es va inscriure al petit Partido Demócrata Cristiano. Aquest partit forma part d'una coalició de més d'una dotzena de partits d'oposició i moviments socials anomenat Alianza Patriótica para el Cambio. Aquesta coalició de partits va sorgir de la primera Concertación Nacional. Com a company va tenir a Federico Franco, del centrista Partido Liberal Radical Auténtico, el segon partit polític més gran del Paraguai.

## Presidència
El 20 d'abril de 2008, Lugo va guanyar les eleccions per un marge de 10 punts percentuals. La candidata del Partit Colorado, Blanca Ovelar, va reconèixer que Lugo tenia un avantatge inabastable, i li va concedir la victòria aquesta mateixa nit a les 9 pm hora local. Dues hores després, el president Nicanor Duarte Fruits va reconèixer que els colorits havien perdut unes eleccions per primera vegada en 61 anys.
Lugo va esdevenir el segon president d'esquerra del Paraguai (el primer va ser Rafael Franco, que es va exercir des del 1936 fins a 1937) i el primer a ser triat lliurement. A més, la seva presa de possessió va ser la primera en la història en què el partit oficialista va cedir el poder pacíficament a un membre electe de l'oposició. Victòria de Lugo a Paraguai: "gran voluntat de canvi". Lugo va jurar com a president el 15 d'agost de 2008 davant d'una multitud enfront del congrés. La seva assumpció va comptar amb la presència de diversos líders d'Amèrica Llatina, Europa, Àsia i Àfrica.
El 23 de juny de 2012 fou sotmès a un judici polític i expulsat de la presidència mitjançant un judici polític del Senat. El procediment fou criticat per diversos països llatinoamericans que afirmaren que no reconeixien el seu successor, el vicepresident Federico Franco.